# Apanteles hapaliae
Apanteles hapaliae är en stekelart som beskrevs av De Saeger 1941. Apanteles hapaliae ingår i släktet Apanteles och familjen bracksteklar. Inga underarter finns listade i Catalogue of Life.